# Amata kruegeri
Amata kruegeri là một loài bướm đêm thuộc phân họ Arctiinae, họ Erebidae.